# داده ازدست‌رفته
داده از دست رفته یک نمایه است که بازگو می‌کند که چه درصدی از کل داده‌های شبکه به سبب رخدادهای پیش‌بینی نشده از دست می‌رود. بررسی این نمایه نیاز به شناخت رفتار فیزیکی المان ها دارد و نیاز است المان‌هایی که وظیفه اندوختن داده‌ها را در دست دارند شناسایی شوند. همچنین بایستی برای قطعی و آسیب‌ها آشکار شود که چه داده‌های از بین می‌رود. از دست دادن داده به رخدایی گویند به علت پیش آمدی ناخواسته مانند قطعی پیوند یا آسیب در شبکه رایانه ای پدید می‌آید. یکی از وظیفه‌های شبکه‌های رایانه ای فرستادن و اندوختن همه داده ها، رویدادها و شماره‌ها و وضعیت‌ها می‌باشد. بنابراین هر گونه قطعی یا آسیب در دستگاه می‌تواند مایه نابسامانی در فرستادن و اندوختن داده‌ها گردد.
از دست رفتن داده‌ها می‌تواند به دو گونه همیشگی و هم‌زمان باشد.

## ریشه‌های از دست رفتن داده
رخدادهای خودخواسته
- پاک کردن عمدی یک فایل ، پایگاه داده یا نرم‌افزار (خطای عمدی کاربر)

رخدادهای ناخواسته (پیشامد)
- پاک کردن ناخواسته یک فایل ، پایگاه داده یا نرم‌افزار (خطای ناخواسته کاربر)
- از دست دادن یک ویر یا CD

خطا و آسیب
- قطعی برق یا نارسایی در سیستم تغذیه برق
- آسیب سخت افزاری
- از کار افتادن یک نرم‌افزار به علت Bug  یا Error
- آسیب دیدن فایل‌ها یا پایگاه داده

پیشامدهای پیش‌بینی نشده
- زمین لرزه ، سیل ، تندباد ، گردباد
- آتش سوزی

جرم و بزهکاری
- دزدی ، هک کردن
- ویروس یا بد افزارها

از میان همه اینها بیشترین عامل‌ها آسیب سخت افزاری ، قطعی سیستم و لغزش‌های کاربران می‌باشند.

## داده از دست رفته همیشگی
همه داده‌ها در آغاز در رایانه‌های محلی و همچنین کالاهای هوشمند مانند BCU‌ها و رله‌ها و کالاهای اندازه‌گیری اندوخته شده سپس  از راه شبکه‌های رایانه ای به سرور‌ها فرستاده می‌شوند تا برای همیشه اندوخته می‌شود. از این رو رخداد خطا در هر یک از این کالاها سبب می‌شود تا داده‌ها در فاصله زمانی رخداد تا برطرف کردن دشواری از دست برود.   
اندازه‌گیری این اندیس بسیار دشوار است و باید کندوکاو و بررسی بر روی همه المان‌ها انجام داد و سبب رخداد قطعی یا المان از کار افتاده را شناسایی کرد. همچنین با داشتن شناخت به اندازه از دستگاه، شیوه اندوختن داده‌ها در هر المان را بیان کرد. مدل‌سازی ریاضی این زیرواژه نیز وابسته به سازنده سامانه خودکار و توانایی کالاهای بهره گرفته شده و دیگر پارامترهای تأثیرگذار می‌باشد. همچنین چندین استثنا در بررسی نیز هست. اما از سوی دیگر، این اندیس ملاک دلخواه و گویایی برای ارزیابی یک دستگاه یا سنجش با دستگاه‌های همانند می‌باشد. با این اندیس می‌توان میانگین زمانی که داده از دست می‌رود وحجم داده‌های که از دست می‌رود را بر حسب بیت یا بایت یا به گونه درصدی از حجم کل داده‌ها شمارش کرد. 

### از دست رفتن داده به دلیل جایگزینی سرورها
تنها آسیب المان‌ها یا قطعی مایه از دست رفتن داده‌ها نمی‌گردد، بلکه می‌تواند از دست رفتن داده‌ها در حالتی که پیوند استوار باشد نیز رخ دهد. برای نمونه المان‌هایی که به گونه اندوخته روشن یا اندوخته خاموش هستند نیز باعث از دست رفتن داده‌ها می‌شوند. زیرا زمانی برای عمل جایگزینی نیاز می‌باشد.  این اندیس برای تک تک  بارها به گونه جداگانه اندازه‌گیری می‌شود و اندیس‌های تجمعی آن از روی همه نقاط بار یافته می‌شود.

## داده از دست رفته هم‌زمان
در اندیس داده از دست رفته همیشگی اندازه داده از دست رفته‌ای که شمارش می شد نمایانگر داده‌هایی بود که برای همیشه از سامانه خودکار زدوده می‌شود. نشانه‌هایی که برای این رخداد نام برده شد، قطعی المان‌های بایسته دستگاه یا زمان کلیدزنی بین دستگاه‌های بایستهٔ دارای اندوخته بود.
ولی داده از دست رفته هم‌زمان وابسته به وضعیت‌هایی است که به هر دلیلی داده‌های شبکه دارای ارزش و اعتبار نمی‌باشند. به این نکته باید پرداخت که دیرکرد بیش از اندازه نیز گونه‌ای از داستن داده  هم زمان است، از این رو در روابط بایستی دیرکرد را نیز به‌شمار آورد.

## بنمایه‌ها
1. ↑  The cost of lost data - Graziadio Business Report